# Neoconopodium capnoides
Neoconopodium capnoides är en växtart i släktet Neoconopodium och familjen flockblommiga växter.
Arten är en geofyt som förekommer från norra Pakistan till västra Himalaya. Den beskrevs först som Butinia capnoides av Joseph Decaisne 1841, och fick sitt nu gällande namn av Michail Pimenov och Jevgenij Kljujkov 1987.